# Mitišči
Mitišči (rusko Мыти́щи) je mesto in središče Mitiškega okroga v Moskovski oblasti v Rusiji. Mitišči ležijo 19 km severovzhodno od Moskve, ob reki Jauzi in železnici Moskva–Jaroslavl. Leta 2022 so imeli okrog 262.702 prebivalcev. Mitišči slovijo po svojem akvaduktu, zgrajenem leta 1804, prvem vodovodu za naraščajoče prebivalstvo Moskve.
Mitišči so četrto največje mesto v Moskovski oblasti za Podolskom, Himki in Balašiho.
Prvo naselje starodavnih lovcev in ribičev na tem mestu sega nazaj v 6.–8. tisočletje pred našim štetjem, v pozno kameno dobo. V 8.–9. stoletju našega štetja se na tem območju naselijo prva slovanska plemena (Vjatiki in Kriviči). V Mitiškem okrožju in okolici je bilo odkritih okrog ducat takšnih naselij iz 11.–13. stoletja. Neposredni predhodnik Mitiščov je vas Bolšije Mitišči (rusko Большие Мытищи) iz 19. stoletja. Ime izhaja iz besede mitnica, po mitnini, ki so jo zaračunali trgovcem pri prenašanju ladij med rekama Jauzo in Kljazmo.
Leta 1804 je bil po ukazu Katarine Velike zgrajen akvedukt Mitišči–Moskva.
Prva podjetja so bila Mitiščih odprta sredi 19. stoletja. Leta 1861 je bila v mestu odprta železniška postaja in leta 1896 je bila odprta tovarna avtomobilov, leta 1908 pa prva ruska tovarna umetne svile.
17. avgusta 1925 dobijo Mitišči status mesta.